# L'ultimo Pulcinella
L'ultimo Pulcinella è un film del 2008 diretto da Maurizio Scaparro.

## Trama
Michelangelo Fracanzani è un attore classico, specializzato nel ruolo drammatico di Pulcinella; ha un figlio, Francesco, specialista di scena (tecnico delle luci) ma che non intende seguire le orme del padre, e una moglie separata, Paola, che pur essendo una brava danzatrice ha preferito scegliere il più sicuro mestiere di sarta.
Il film, iniziato a Napoli, dove Michelangelo ha l'ennesima delusione di non trovare una scrittura (perché il pubblico vuole solo ridere, secondo l'impresario) e uno scontro col figlio Francesco che lo critica per non avere futuro, prosegue a Parigi. È qui che scappa Francesco, all'insaputa del padre, al quale non ha svelato neppure le motivazioni della fuga; ed è qui che lo raggiunge, con l'aiuto della ex-moglie, il padre. Fino alla fine del film quest'ultimo teme che la fuga sia dovuta al litigio o alla disperazione per mancanza di futuro; in realtà il giovane ha assistito ad un omicidio, riconoscendo il colpevole, e teme per la sua vita. A Parigi Michelangelo cerca ed incontra Jean Paul, un vecchio amico, professore alla Sorbona ed amante della Commedia dell'arte, che gli presenta la sua studentessa Faiza; e scopre il mondo di amici del figlio, che va dagli italiani provenienti dai centri sociali a giovani della banlieue.
La riscoperta di un vecchio teatro nel quartiere (di proprietà di un'attrice di origine italiana), la proposta di fare uno spettacolo multietnico e multiculturale sulla falsariga di un copione di Roberto Rossellini (dopo la rivolta di Masaniello Pulcinella cerca fortuna a Parigi), l'idea di fare del teatro uno spazio aperto alla comunità e alla banlieue, fanno da contraltare all'attività di polizia che intravede traffici illeciti di alcuni componenti della nascente compagnia teatrale ed alla violenza che circonda il quartiere.
Lo spettacolo consentirà a Michelangelo di ritrovare fiducia nel proprio lavoro e a ricostruire un rapporto con moglie e figlio.

## Riconoscimenti
- Nastro d'argento 2008
- Premio Flaiano
- Premio speciale Giralda a Siviglia